# Meucon
Meucon (tiếng Breton: Meukon) là một xã ở tỉnh Morbihan trong vùng Bretagne tây bắc Pháp. Xã này có diện tích 5,73 km², dân số năm 1999 là 1268 người. Khu vực này có độ cao từ 45-132 mét trên mực nước biển.
Cư dân của Meucon danh xưng trong tiếng Pháp là Meuconais.